# إلياس سولومون
إلياس سولومون (بالإنجليزية: Elias Solomon) هو سياسي أسترالي، ولد في 2 سبتمبر 1839 بلندن في المملكة المتحدة، وتوفي في 23 مايو 1909 في أستراليا. حزبياً، نشط في حزب التجارة الحرة. وقد انتخب عضو الجمعية التشريعية لأستراليا الغربية عن دائرة Electoral district of South Fremantle ‏ (14 أكتوبر 1892 – مارس 1901) وانتخب عضو مجلس النواب الأسترالي عن دائرة Division of Fremantle ‏ (29 مارس 1901 – 6 ديسمبر 1903).